# Brzeźno (Gdańsk)
Brzeźno (vroeger: Prusicino, Prusęcino (1278), Bresno, Bresin (1480), Brieszno (1570), Bresen (1618); Duits: Brösen) is een wijk van Gdańsk aan het water van de Oostzee gelegen. De wijk grenst aan Nowy Port, Letnica, Wrzeszcz, Zaspa-Rozstaje en Przymorze.

## Galerij

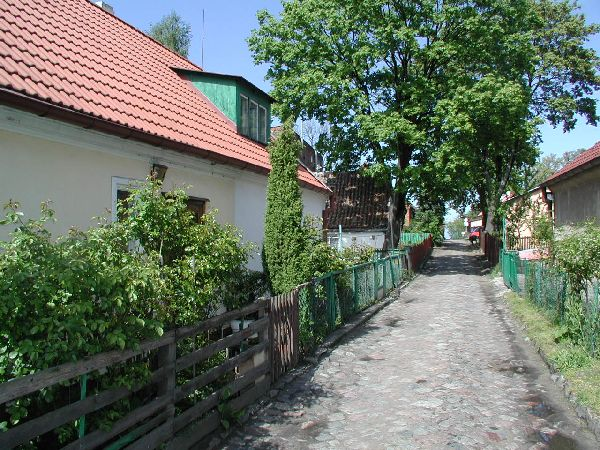
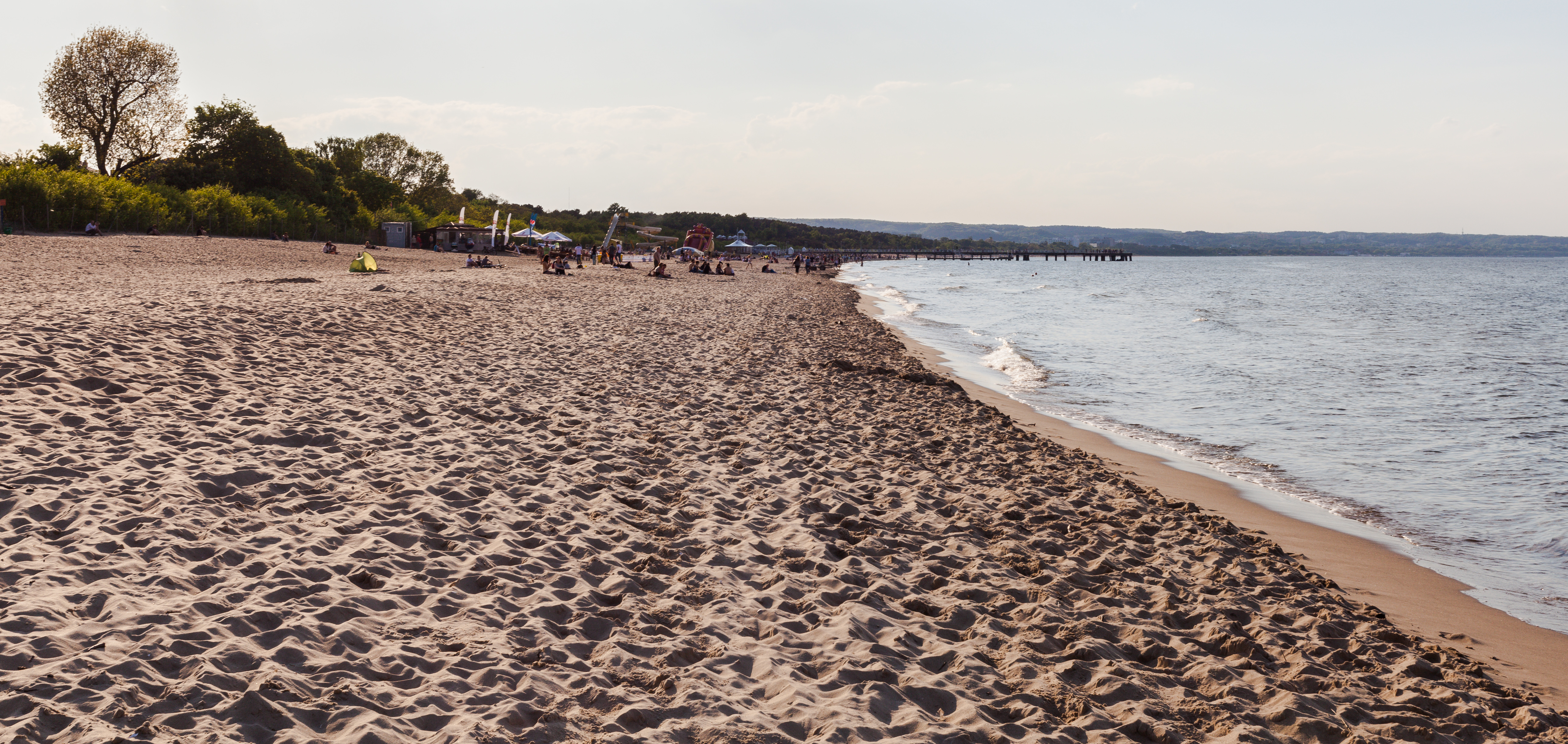
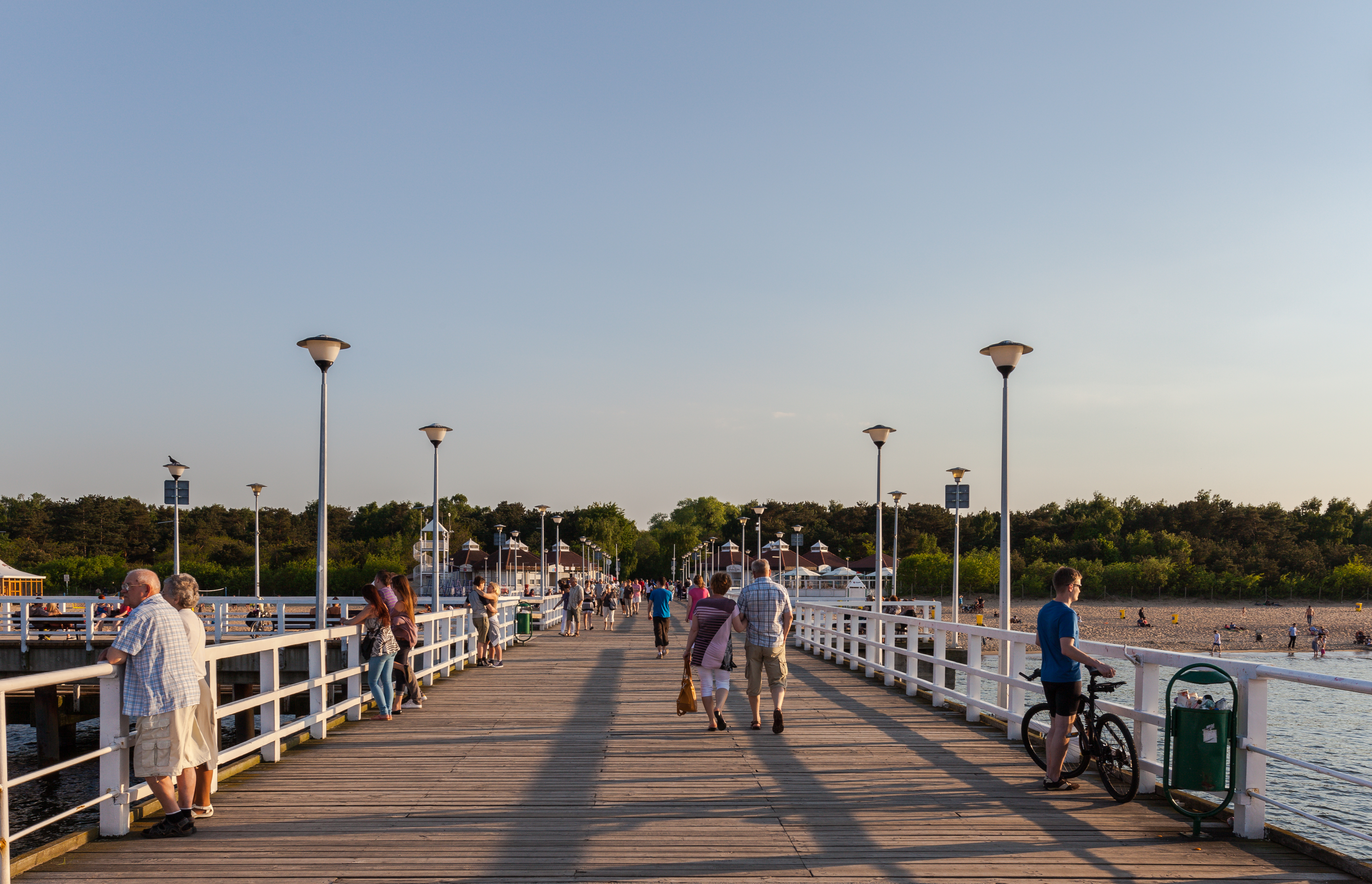
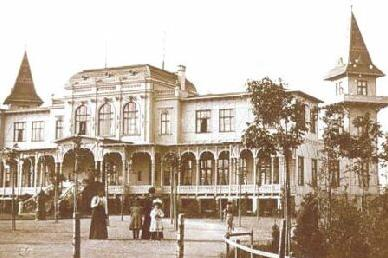

Aniołki · Brętowo · Brzeźno · Chełm-Południe · Jelitkowo · Kokoszki · Krakowiec-Górki Zachodnie · Letnica · Matarnia · Młyniska · Nowy Port · Oliwa · Olszynka · Orunia-Św.Wojciech-Lipce · Osowa · Piecki-Migowo · Przymorze · Rudniki · Siedlce · Stogi z Przeróbką · Strzyża · Suchanino · Śródmieście · VII Dwór · Wrzeszcz · Wyspa Sobieszewska · Wzgórze Mickiewicza · Zaspa-Młyniec · Zaspa-Rozstaje · Żabianka-Wejhera-Jelitkowo-Tysiąclecia